# ديفيداس جايليوس
ديفيداس جايليوس (بالليتوانية: Deividas Gailius)‏ مواليد 26 أبريل 1988 في كلايبيدا، الجمهورية الليتوانية السوفيتية الاشتراكية، الاتحاد السوفيتي، هو لاعب كرة سلة ليتواني. بدأ مسيرته الاحترافية في سنة 2005. يحمل الرقم 13. يبلغ طوله 6 قدم 7 بوصة (2.0 م).

## المسيرة الاحترافية
لعب مع نادي نبتونس لكرة السلة من سنة 2007 إلى 2009، ثم لعب مع شياولياي في موسم 2009–2010، ثم لعب مع فيرتوس بالاكانسترو بولونيا من سنة 2010 إلى 2012، ثم لعب مع نادي أوليمبيا لكرة السلة في موسم 2013–2014، ثم لعب مع ليتوفوس رايتس في سنة 2015.

## روابط خارجية
- ديفيداس جايليوس على موقع الاتحاد الدولي لكرة السلة (الإنجليزية)
- ديفيداس جايليوس على موقع الدوري الأوروبي لكرة السلة (الإنجليزية)
- ديفيداس جايليوس على موقع الدوري الإسباني لكرة السلة (الإسبانية)
- ديفيداس جايليوس على موقع كرة السلة الأوروبية.كوم (الإنجليزية)
- ديفيداس جايليوس على موقع ريلجم (الإنجليزية)
- ديفيداس جايليوس على موقع سبورتس رفرنس (الإنجليزية)